# Dans tes bras (film, 1933)
Pour les articles homonymes, voir Dans tes bras.
Pour plus de détails, voir Fiche technique et Distribution.

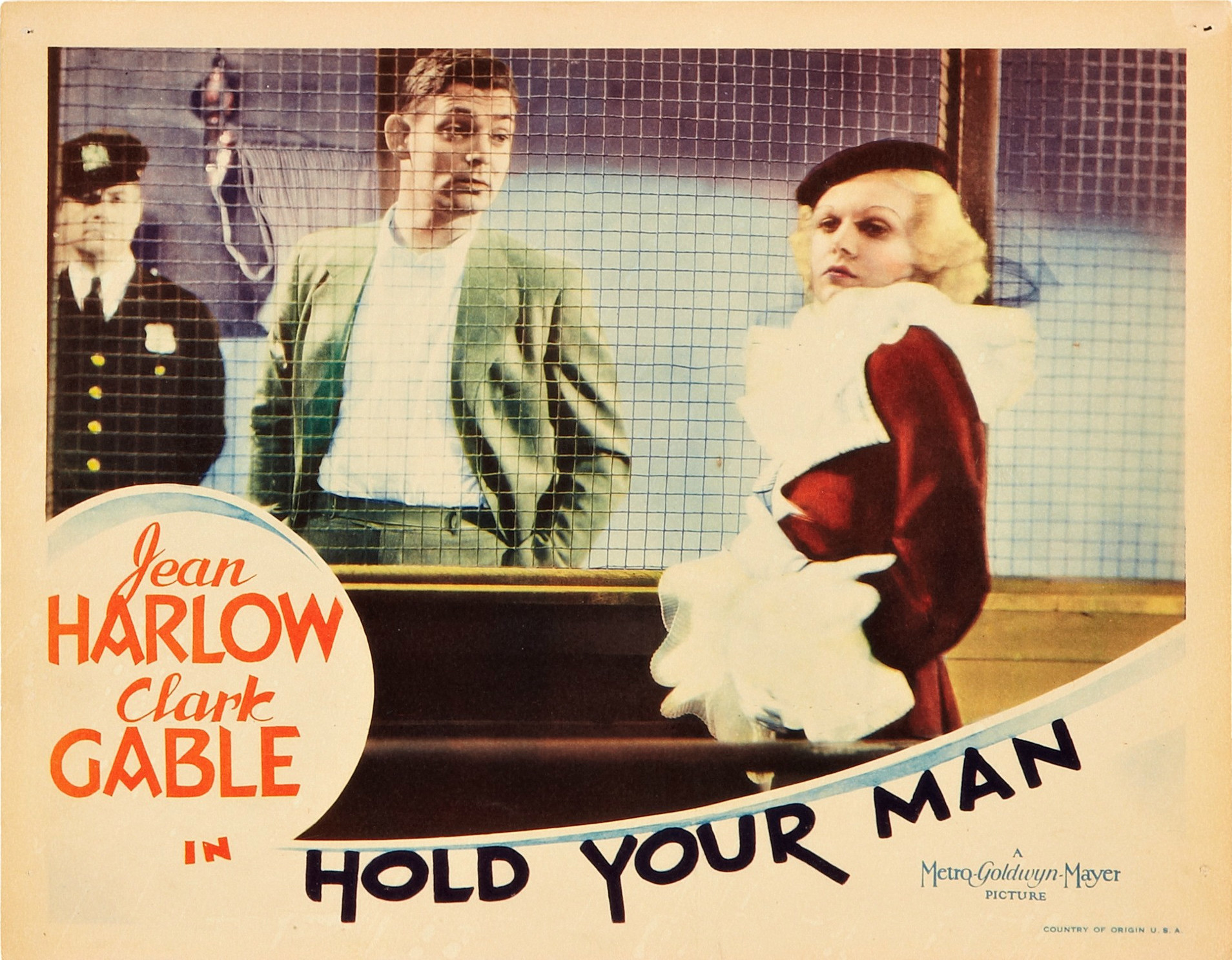
Clark Gable et Jean Harlow

Dans tes bras (Hold Your Man) est un film américain en noir et blanc réalisé par Sam Wood, sorti en 1933.
C'est le troisième des six films que Jean Harlow et Clark Gable ont tourné ensemble.

## Synopsis
Eddie Hall, un petit arnaqueur sans envergure, se réfugie chez Ruby Adams, pour échapper à la police. Se faisant passer pour son mari, il tente de faire chanter Al Simpson, le fiancé de Ruby. Il le tue accidentellement. Pris de panique, Eddie se sauve, tandis que Ruby est arrêtée et conduite dans une prison pour femmes.

## Fiche technique
- Titre : Dans tes bras
- Titre original : Hold Your Man
- Réalisation : Sam Wood
- Scénario : Howard Emmett Rogers, Anita Loos, d'après son histoire
- Chef-opérateur : Harold Rosson, assisté notamment de Lester White (deuxième cadreur, non crédité)
- Photographie : Harold Rosson
- Montage : Frank Sullivan
- Costumes : Adrian
- Direction artistique : Merrill Pye (en)
- Producteur : Sam Wood, Bernard H. Hyman
- Société de production : Metro-Goldwyn-Mayer
- Société de distribution : Loew's Inc.
- Pays de production :  États-Unis
- Langue originale : anglais américain
- Format : noir et blanc — 35 mm — 1,85:1 — son : mono (Western Electric Sound System)
- Genre : drame romantique
- Durée : 87 minutes
- Dates de sortie : 
  - États-Unis : 7 juillet 1933
  - France : 20 octobre 1933
- Affiche : Roger Soubie (France)

## Distribution
- Jean Harlow : Ruby Adams
- Clark Gable : Eddie Hall
- Stuart Erwin : Al Simpson
- Dorothy Burgess : Gypsy Angecon
- Muriel Kirkland : Bertha Dillion
- Garry Owen : Slim
- Barbara Barondess : Sadie Cline
- Elizabeth Patterson : Mlle Tuttle
- Inez Courtney : Mazie
- Blanche Friderici : Mme Wagner
- Helen Freeman : Mlle Davis
- Guy Kibbee
- Louise Beavers
- Paul Hurst
- Joe Sawyer
- Henry B. Walthall

Acteurs non crédités
- Nora Cecil : Mlle Campbell
- Frank Hagney : le policier arrêtant Ruby
- Theresa Harris : Lily Mae Crippen
- Sam McDaniel : le porteur de la gare
- George Reed : le révérend Crippen